# Talinum fruticosum
Espèce
Synonymes
Portulaca fruticosa (L.)

Portulaca triangularis (Jacq.)

Talinum crassifolium ((Jacq.) Willd.)

Talinum triangulare ((Jacq.) Willd.)
Talinum fruticosum est une espèce de plantes à fleurs de la famille des Talinaceae. C'est une plante herbacée vivace que l'on retrouve au Mexique, dans les Caraïbes, en Amérique centrale ainsi qu'en plusieurs endroits d'Amérique du Sud. Également connue sous les noms de feuille d'eau, cariru, Surinam purslane, épinard philippin, sri-lankais ou floridien et Lagos bologi, elle est cultivée dans plusieurs régions tropicales en tant que légume-feuille.
La plante atteint une taille variant entre 30 et 100 cm. Elle possède de petites fleurs roses et de grandes feuilles.

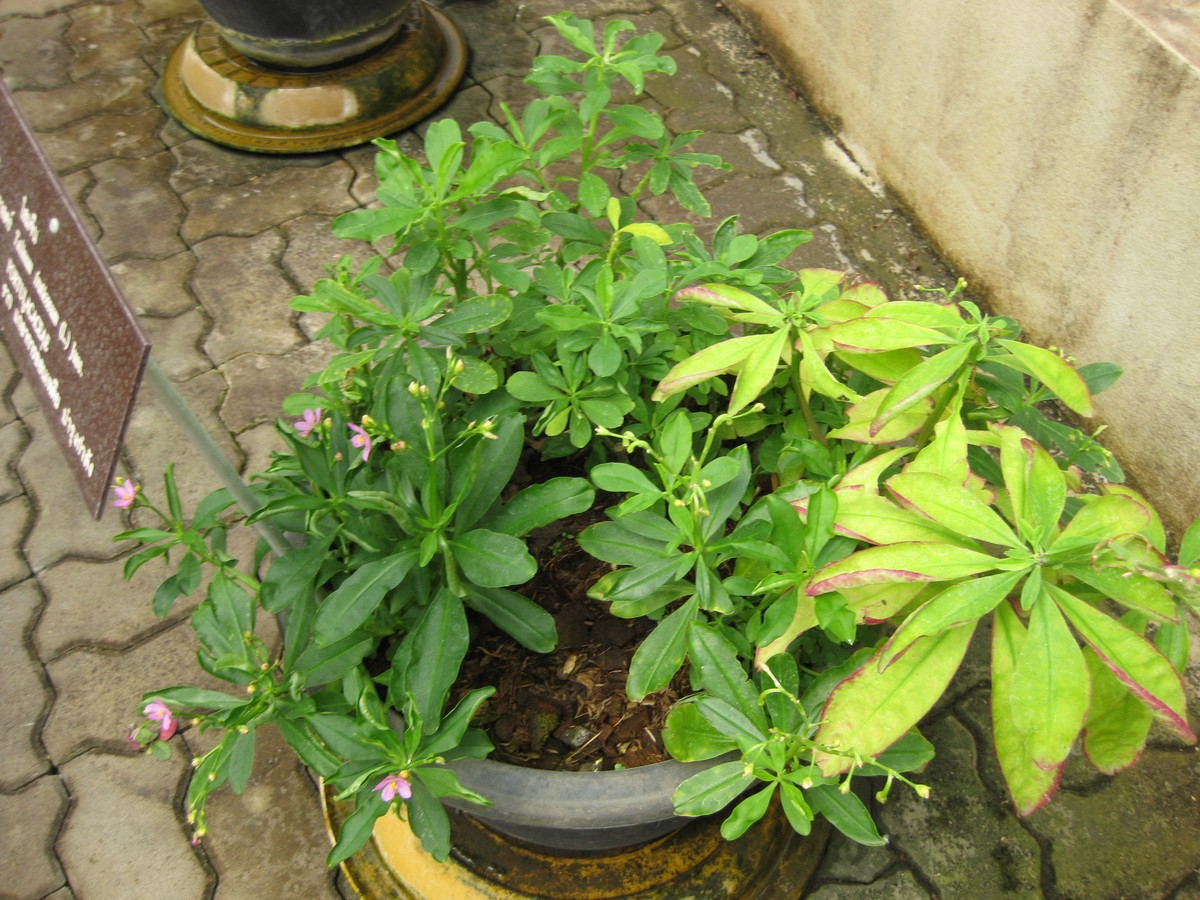
Talinum fruticosum, au Jardin botanique de la reine Sirikit, en Thaïlande.

## Utilisation
T. fruticosum est riche en vitamines, dont la vitamine A et C, ainsi qu'en minéraux tels le fer et le calcium. Possédant un haut taux d'acide oxalique, sa consommation est évitée par les personnes souffrant de troubles aux reins, de goutte et de polyarthrite rhumatoïde. 
La plante est cultivée en Afrique de l'Ouest, Asie du Sud, Asie du Sud-Est, en Amérique du Sud ainsi que dans les parties les plus chaudes de l'Amérique du Nord. Avec les espèces de Célosie, T. fruticosum est l'un des légumes-feuille les plus importés au Nigeria. Au Brésil, elle est cultivée le long des berges de l'Amazone et est consommée abondamment dans les états de Pará et d'Amazonas.